# Learning to Fly (canción de Pink Floyd)
«Learning to Fly» ("Aprendiendo a volar" en español) es la segunda canción del álbum A Momentary Lapse of Reason de Pink Floyd. Es el primer sencillo del álbum y alcanzó el puesto #70 de Billboard y el puesto #1 en el Mainstream Rock Tracks.

## Composición
La canción fue escrita mayormente por David Gilmour. Esta describe el concepto de Gilmour de volar, cosa por la que él tiene mucha pasión. Asimismo algunas personas y apreciadores[cita requerida] han interpretado esto como una metáfora acerca del comienzo de algo nuevo, la experiencia de un cambio radical en la vida, o, más específicamente, el sentimiento de Gilmour de lanzarse como el nuevo líder de Pink Floyd después de la partida de Roger Waters. También se puede escuchar la voz del baterista Nick Mason, un buen aviador, en el medio de la canción. "Learning to Fly" fue incluida en la colección de grandes éxitos de Pink Floyd: Echoes: The Best of Pink Floyd'(2001), A Foot in the Door (2011)  y en Delicate Sound of Thunder y P·U·L·S·E, discos dobles en vivo publicados en 1988 y 1995, respectivamente.
La canción fue interpretada regularmente en las giras de Pink Floyd, tocando los solos de guitarra el guitarrista Tim Renwick (aunque David Gilmour toque los solos en la versión estudio de la canción). La canción tiene otros dos significados, como algunas personas creen. Un significado es acerca de un piloto y el otro es acerca de un nativo americano persiguiendo la libertad, mientras escucha una voz del pasado.

## Video de la canción
El video musical, dirigido por Storm Thorgerson, fue filmado en Canadá, de 50 a 75 km al oeste de la ciudad de Calgary, Alberta, durante los ensayos para las giras de 1987/88/89. El video combina interpretaciones de la banda junto a un joven nativo americano trabajando en un campo, quien después de ver a un chamán corre y salta de un precipicio y se transforman en un halcón. El video original también representa a un obrero que se transforma en un piloto de aeroplano, así como un niño que se libera de su madre y se sumerge a un profundo río en un abismo, nadando lejos. El video apareció en el noveno puesto en el conteo de MTV en noviembre de 1987 y fue video #60 en los mejores 100 videos de la cadena de 1987. El video también ganó el único Video Music Award de la banda por el Mejor video Conceptual en 1988.

## Personal
Pink Floyd
- David Gilmour – voz principal y coros, guitarras
- Nick Mason - batería

Músicos adicionales
- Jon Carin – sintetizadores y coros
- Steve Forman – percusiones
- Tony Levin – bajo